# Richard T. Whitcomb

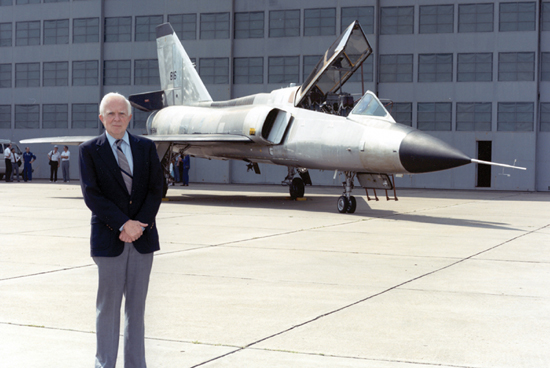
Richard Whitcomb 1991 vor einer Convair F-106 der NASA, die nach der Flächenregel entwickelt wurde

Richard Travis Whitcomb (* 21. Februar 1921 in Evanston, Illinois; † 13. Oktober 2009 in Newport News, Virginia) war ein US-amerikanischer Flugzeugingenieur.
Whitcomb wuchs in Worcester auf und studierte am Worcester Polytechnic Institute. Er war Ingenieur am Langley Research Center der NASA und deren Vorläuferorganisation NACA. 1991 ging er in den Ruhestand.

## Wissenschaftliche Leistungen
Whitcomb wurde vor allem bekannt durch eine Reihe von Entdeckungen bzw. Innovationen in der Flugzeug-Aerodynamik, für die er verantwortlich zeichnete. Allerdings war er – entgegen hartnäckigen, selbst von offiziellen Stellen wie der NASA befeuerten Gerüchten – nicht bei allen ihm zugeschriebenen Errungenschaften der Erstbeschreiber. Dies trifft auch auf die bekanntesten mit seinem Namen verknüpften Leistungen zu.
So entdeckte er 1952 die sogenannte Flächenregel ein weiteres Mal, die seither im angelsächsischen Schrifttum vielfach „Whitcomb rule“ genannt wird, und bekam dafür die angesehene Collier Trophy verliehen. Es handelt sich dabei um eine aerodynamische Gesetzmäßigkeit für die Formgebung von Flugzeugen, deren Geschwindigkeit sich nahe unterhalb oder oberhalb der Schallgrenze bewegt. Angeregt durch einen Vortrag des deutschen Ingenieurs Adolf Busemann über das andersartige Verhalten von Luft nahe der Schallgrenze untersuchte Whitcomb im Windkanal die von einem Flugkörper ausgehenden Stoßwellen in diesem Geschwindigkeitsbereich, wonach er nach eigenem Bekunden ein „Heureka-Erlebnis“ hatte. Tatsächlich war die Flächenregel bereits Jahre zuvor, während des Zweiten Weltkrieges, von der Arbeitsgruppe um Otto Frenzl entdeckt und in deutschen Aerodynamikerkreisen umfänglich bekannt gemacht worden. 1947 hatte auch der Amerikaner Wallace D. Hayes die Regel in seiner Dissertation publiziert.
In den 1960er Jahren entwickelte Whitcomb sogenannte überkritische Flügelprofile zur Reduktion des Luftwiderstands in transsonischem Flug, was zu einer erheblichen Treibstoffeinsparung führen kann. Auch hier waren ihm allerdings deutsche Ingenieure um viele Jahre zuvorgekommen, offenbar ohne dass ihm dies bekannt war: Die Arbeitsgruppe um Karl-Heinz Kawalki und Bernhard Göthert hatte bereits 1940 entsprechende Tragflächenprofile entworfen und bis 1944 im Windkanal getestet, weswegen 1984 erfolgreich Einspruch gegen Whitcombs entsprechende US-amerikanische Patentschrift eingelegt wurde (dies hatte große Bedeutung für das junge europäische Zivilluftfahrtunternehmen Airbus, weil auf diese Weise erhebliche Summen an Lizenzgebühren eingespart wurden).
In den 1970er Jahren beschäftigte sich Whitcomb mit der Form von Flügelspitzen und führte Winglets im modernen Sinn ein; auch die Bezeichnung „Winglets“ (dt.: „Flügelchen“) geht auf ihn zurück (wenngleich es sich nicht um seine originäre Wortschöpfung handelt, da nan ursprünglich etwas anderes darunter verstand). Whitcombs Untersuchungen zu dieser Thematik führten zur Einführung gebogener Flügelenden (blendet winglets) statt senkrechter Platten.

## Auszeichnungen
1956 erhielt er die NASA Distinguished Service Medal, 1954 die Collier Trophy und 1955 die USAF Exceptional Service Medal. Es folgten 1973 die National Medal of Science, 2000 der NAS Award in Aeronautical Engineering und 1979 die Howard N. Potts Medal. 2003 wurde er in die National Inventors Hall of Fame aufgenommen. Er war seit 1976 Mitglied der National Academy of Engineering.
In einem Nachruf der NASA wurden ihm sowohl die Entdeckung der Flächenregel als auch die Entwicklung des überkritischen Flügelprofils zugeschrieben, ohne dass die tatsächlichen Erstbeschreiber erwähnt wurden.

## Persönliches
Richard Whitcomb war nie verheiratet, pflegte jedoch ein langjähriges Verhältnis mit der Mathematikerin Barbara Durling. Auf seinen Wunsch hin wurde er nicht beerdigt, sondern seine Asche über der Chesapeake Bay verstreut.